# Camera dei rappresentanti dello Utah
La Camera dei rappresentanti dello Utah è, insieme al Senato, una delle due camere che compongono la Legislatura statale dello Utah. Essa si riunisce nel Campidoglio dello Stato dello Utah.
La Camera è composta da 75 rappresentanti, eletti ogni due anni. Non sono presenti vincoli sul numero di mandati.